# Aldo Patriciello
Aldo Patriciello (Venafro, 27 settembre 1957) è un politico italiano, europarlamentare dal 2006.

## Biografia
Si diploma all'Istituto tecnico per geometri nel 1976 e si impegna nell'azienda paterna. All'attività imprenditoriale affianca presto l'impegno in politica.
Ha ricoperto le cariche pubbliche di amministratore di Venafro, consigliere regionale, assessore e vicepresidente della Giunta del Molise. Nel maggio del 2006 diventa deputato del Parlamento europeo, e sarà rieletto in tale ruolo nelle successive tre elezioni.
Nato politicamente con la Democrazia Cristiana, in passato esponente del Partito Popolare Italiano (1995), passa successivamente a Democrazia Europea e quindi all'UDC dove ricopre le cariche di membro della segreteria regionale e di componente della direzione nazionale. Nel giugno 2008 lascia l'UDC per il Popolo della Libertà.
La sua famiglia è proprietaria di una ventina di aziende con circa 900 dipendenti, attive nella sanità, nell'edilizia e nell'editoria: tra queste vi sono l'IRCCS Neuromed di Pozzilli, che è uno dei maggiori complessi sanitari del Molise e che ha avuto come amministratore delegato Mario Pietracupa, ex consigliere regionale e cognato di Patriciello, la Prometal attiva anche nell'alta velocità ferroviaria, aziende edili come la Precal srl e la Mc Group (di quest'ultima era titolare la madre) e in passato la tv locale TVI Molise, la cui sede è stata spostata da Isernia a Venafro.
Un altro cognato di Patriciello, Vincenzo Cotugno, è stato eletto nel 2008 consigliere comunale di Venafro ed è a capo della Finmolise. Dopo le elezioni comunali del 2005 era stato eletto sindaco ma era poi stato rimosso per incompatibilità, stante i rapporti di lavoro tra il comune e i fratelli Patriciello.
La famiglia Patriciello ha anche diversi interessi nel calcio locale. Uno dei fratelli, Nicandro, è presidente dell'US Venafro Calcio, squadra di Serie D.
Il 24 novembre 2014 a causa di un male incurabile a soli 49 anni muore la sorella Sara, moglie di Mario Pietracupa. Il 22 giugno 2020 muore a 61 anni il fratello Stefano, imprenditore edile, investito da un'auto mentre dirigeva i lavori in un cantiere sulla SS 158, nei pressi di Colli a Volturno.

### Carriera politica
Nel 1979 Aldo Patriciello inizia l'attività politica nella Democrazia Cristiana nella quale diventa responsabile del Movimento Giovanile regionale. Dal 1983 al 1992 ricopre la carica di assessore ai lavori pubblici e di vicesindaco di Venafro. Dal 1993 al 1995 è consigliere comunale, sempre nella sua città. Nel 1995 viene eletto con i Popolari al consiglio regionale dove ricopre la carica di presidente della II commissione permanente. Dall'8 agosto 1997 al 24 febbraio 1999 è assessore con varie deleghe: bilancio, patrimonio, gestione urbanistica, informatica e programmazione. Torna poi tra i banchi del consiglio regionale come componente della III commissione permanente.
Nel febbraio del 1998 i consiglieri regionali del Partito Popolare Italiano molisano, guidati da Michele Iorio, sfiduciano la giunta regionale, sostenuta da due anni dalla coalizione de L'Ulivo, provocando l'immediata reazione del segretario nazionale Franco Marini che espelle dal partito vari esponenti, tra i quali Iorio e Patriciello. Successivamente Iorio, Patriciello e altri lasciano il gruppo consiliare del PPI per entrare nel gruppo misto.
Dopo la sfiducia alla Giunta Veneziale Michele Iorio è nominato nuovo Presidente della Regione Molise mentre Patriciello diventa Vice Presidente della Regione Molise.
Nel 2000 Patriciello viene eletto nuovamente al consiglio regionale dove ricopre la carica di vicepresidente del Consiglio Regionale, oltre ad essere componente della I Commissione permanente: ordinamento e organizzazione amministrativa.
Nel 2001 Patriciello diventa segretario regionale di Democrazia Europea in Molise, e nel novembre dello stesso anno il partito ottiene il 13,7% di voti alle elezioni regionali. La nuova giunta regionale è presieduta da Michele Iorio, di Forza Italia, mentre Patriciello ne è il vicepresidente e assessore regionale con delega alle attività produttive ed alle politiche agricole. Secondo una successiva affermazione di Paolo Cirino Pomicino, in occasione di queste elezioni regionali Patriciello aiuta Italia dei Valori a raccogliere le firme per la presentazione delle liste elettorali.
Avendo anche la delega all'assetto del territorio, Patriciello appena entrato in carica (nel febbraio del 2002) firma una lettera indirizzata al Servizio Sismico Nazionale della Dipartimento della Protezione Civile per portare a termine la riclassificazione sismologica di tutti i comuni della regione, già avviata dalla giunta precedente e nel luglio successivo partecipa a una riunione a Roma sull'argomento; qualche mese più tardi, quando il terremoto del 31 ottobre colpisce il Molise, non sono ancora stati presi provvedimenti e sorge una polemica tra il dipartimento e la regione.
Nel dicembre del 2002 Democrazia europea si scioglie per partecipare alla fondazione dell'UDC, insieme al CCD e al CDU e Patriciello diventa membro della Segreteria regionale del nuovo partito.
Nel luglio del 2003 la giunta regionale è azzerata ma la crisi viene superata dopo alcuni giorni e Patriciello continua a far parte dell'esecutivo della Casa delle Libertà presieduto da Michele Iorio.
Nel settembre del 2004 Patriciello e altri assessori dell'UDC lasciano la giunta regionale, a seguito di una riforma sanitaria voluta da Forza Italia. In tale periodo Patriciello è capogruppo dell'UDC nel consiglio regionale del Molise, ed entra nella Direzione nazionale come Responsabile del Dipartimento Politiche per il Mezzogiorno. Inoltre, Clemente Mastella dell'UDEUR cerca di convincerlo a passare a L'Unione.
Nel giugno del 2008 Patriciello lascia l'UDC per aderire al Popolo della Libertà.
Aderisce alla rinata Forza Italia per cui è candidato alle Elezioni europee del 2014 in Italia nella Circoscrizione Italia meridionale (che comprende i collegi di Abruzzo, Molise, Campania, Puglia, Basilicata e Calabria). Con 111.544 preferenze è il secondo più votato nella Circoscrizione Sud per Forza Italia venendo rieletto. Nel 2019 si ricandida per un nuovo mandato e viene rieletto dietro a Silvio Berlusconi con 83.532 preferenze.
Alle elezioni regionali in Molise del 2023, vinte da Francesco Roberti, presenta una propria lista, Il Molise che Vogliamo, che prende quasi il 10% con tre consiglieri eletti distinguendosi come terza forza della coalizione di centro-destra.
Il 28 dicembre 2023, Patriciello annuncia l'addio a Forza Italia e all’inizio di febbraio 2024 aderisce alla Lega in vista delle elezioni europee di giugno.
Con circa 70.000 preferenze raccolte, risulta il primo dei non eletti; tuttavia, ottiene un seggio al Parlamento europeo in seguito alla rinuncia da parte di Roberto Vannacci, che aveva scelto la circoscrizione nord-occidentale.

### Parlamentare europeo
Diventa deputato al Parlamento europeo nel maggio 2006 per la lista dell'UDC nella circoscrizione Italia meridionale, dopo la rinuncia del segretario Lorenzo Cesa, nel frattempo eletto deputato nazionale (anche Patriciello si era candidato alla Camera): si iscrive al gruppo del Partito Popolare Europeo. Alle elezioni del 2004, Patriciello aveva ottenuto quasi 68.000 preferenze.
Durante questo primo mandato Patriciello è Vicepresidente della Commissione per l'industria, la ricerca e l'energia e membro sia della Commissione per il controllo dei bilanci che della Delegazione alla commissione parlamentare mista UE-Bulgaria; inoltre è membro sostituto della Commissione per i trasporti e il turismo e della Delegazione per le relazioni con i paesi del Maghreb e l'Unione del Maghreb arabo (compresa la Libia).
Nell'ottobre del 2007 Patriciello è tra i parlamentari europei che approvano il rapporto di Marco Cappato per l'uso a fini terapeutici dell'oppio prodotto in Afghanistan.
La percentuale di presenze in plenaria di Patriciello nel corso del suo primo mandato è del 58%, non è mai intervenuto in plenaria, ha presentato 25 interrogazioni, molte sul natio Molise, ed è uno dei pochi a cui hanno tolto l'immunità parlamentare.
Nell'aprile del 2009 viene inserito nella lista elettorale del PdL per la circoscrizione dell'Italia meridionale e alle elezioni del 6-7 giugno viene eletto con 113.924 preferenze.
All'inizio della nuova legislatura, il 16 luglio, Patriciello viene eletto membro sia della Commissione per l'industria, la ricerca e l'energia (ITRE) che della Commissione per il controllo dei bilanci (CONT) e membro sostituto della Commissione per lo sviluppo regionale (REGI). Inoltre viene nominato tesoriere della delegazione italiana del gruppo del Partito Popolare Europeo.

#### Strategia spaziale dell'Unione Europea
Nell'ambito Commissione per l'industria, la ricerca e l'energia (ITRE), nel luglio del 2010, elabora un progetto di relazione sulla strategia spaziale dell'Unione Europea al servizio dei cittadini. Il rapporto richiama l'attenzione sull'esigenza per l'Europa di una propria indipendenza sia nell'accesso allo Spazio che sul “principio di reciprocità” nei rapporti commerciali con Russia, Cina ed USA per rafforzare la posizione di indipendenza verso i fornitori extra europei sulle tecnologie chiave per lo sviluppo dell'aerospazio. Nello stesso ruolo, è promotore anche di un intervento sulla creazione di un sistema sulla sorveglianza spaziale chiamato “Space Situation Awareness”.

#### No Triv Jonio e petizione europea
L'europarlamentare Aldo Patriciello ha promosso la questione della protezione del patrimonio naturale del mar Ionio con l'iniziativa “NO TRIV” contro le trivellazioni operate nelle acque del territorio dalle multinazionali. Per porre l'attenzione sulla questione, è stata promossa un'azione all'attenzione della Commissione petizioni europea.

## Incarichi ricoperti nel Parlamento Europeo
Durante la sua attività di europarlamentare, Patriciello ha ricoperto fino ad ora all'interno del Parlamento europeo diversi incarichi, nella sua prima elezione nel 2004 il ruolo di Vice Presidente della Commissione Industria, Telecomunicazioni, Ricerca ed Energia. Inoltre è stato membro della Commissione per il controllo dei bilanci e membro sostituto della Commissione per i trasporti e il turismo e della Delegazioni per le relazioni con i paesi del Maghreb e l'Unione dei Maghreb arabo (compresa la Libia).
Ha fatto parte delle Delegazione Europee:
- Delegazione Europea in Ungheria - Novembre 2010
- Delegazione Europea in Romania - Novembre 2011
- Delegazione Europea in Albania - Novembre 2013

## Procedimenti giudiziari
Patriciello è stato condannato definitivamente in Cassazione a quattro mesi per un finanziamento illecito: all'inizio degli anni novanta diede 16 milioni di lire a un politico amico.

### Inchiesta Piedi d'argilla
Nel dicembre del 2004 Patriciello riceve un avviso di garanzia e suo fratello Gaetano, costruttore edile, viene arrestato insieme ad altre tre persone nell'ambito un'inchiesta sulla costruzione della Variante esterna di Venafro (parte della futura Autostrada A14-A1 Termoli-San Vittore del Lazio, la cosiddetta Autostrada del Molise), un'opera di nove chilometri a quattro corsie appaltata per 55.669.471,69 di euro.
Il 24 febbraio 2011 il gup del Tribunale di Isernia Maria Luisa Messa rinvia giudizio per frode in pubbliche forniture, falsità ideologica e truffa sei persone: Aldo Patriciello, suo fratello Gaetano, Francesco Paolo Furner, Orlando Pallotta, Massimo Zullo e Francesco Paolo Pirollo. Vengono invece prosciolti dalle accuse Cesare Di Bucci e Annamaria Pirollo. La prima udienza del processo si è celebrata il 3 marzo dinanzi al giudice monocratico Roberta D'Onofrio e si è conclusa con un rinvio al 17 giugno per un difetto di notifica. Il termine previsto per la prescrizione dei reati contestati è maggio 2012.
Il 23 dicembre 2011, in primo grado, Aldo Patriciello viene assolto con formula piena per "non aver commesso il fatto" dal giudice monocratico D'Onofrio del tribunale di Isernia.
La Corte di Appello di Campobasso con sentenza del 14 giugno 2012 ha confermato l'assoluzione con formula piena già pronunciata in primo grado. La sentenza della Corte di Appello è passata in giudicato il 31 ottobre del 2012.
.

### Calunnia all'agente Stefania Di Clemente
Nel corso di una discussione verificatesi alla presenza di alcuni carabinieri, intervenuti in relazione ad alcune multe per accertata violazione del codice della strada emesse dall'agente della polizia municipale del comune di Pozzilli, Stefania Di Clemente, nei confronti di automobilisti che avevano parcheggiato i propri veicoli nelle vicinanze dell'Istituto neurologico Mediterraneo "Neuromed", Patriciello afferma che l'agente ha falsificato gli orari riportati sulle multe incolpandola del reato di falso materiale in atto pubblico, mentre per i carabinieri non risultano contraffazioni penalmente rilevanti.
Il pm del Tribunale di Isernia ipotizza il delitto cui all'articolo 61, n. 10 e 368 del codice penale italiano (calunnia ad un pubblico ufficiale) ma Patriciello oppone la sua immunità di parlamentare. Il 5 maggio 2009 il Parlamento europeo approvando a larghissima maggioranza la relazione della Commissione giuridica (relatore Aloyzas Sakalas) riconosce che Patriciello non ha agito per proprio interesse, non intendeva insultare l'agente e ha espresso la propria opinione sul diritto dei cittadini di accedere agli ospedali e alle cure sanitarie, svolgendo il proprio dovere di deputato.
La Corte di giustizia dell'Unione europea, nella sentenza 6 settembre 2011 nella causa C-163/10 (caso Aldo Patriciello, in ECR-I, 2011) ha risolto la questione interpretativa sottopostale sul punto, affermando che «una dichiarazione effettuata da un deputato europeo al di fuori del Parlamento europeo, la quale abbia dato luogo ad azioni penali nello Stato membro di origine dell'interessato per il reato di calunnia, costituisce un'opinione espressa nell'esercizio delle funzioni parlamentari», beneficiante dell'immunità dell'articolo 8 del Protocollo relativo, «soltanto nel caso in cui essa corrisponda ad una valutazione soggettiva presentante un nesso diretto ed evidente con l'esercizio di funzioni siffatte».

### Processo per la Fondazione Paola Pavone
Nel gennaio del 2008 Patriciello è stato rinviato a giudizio per truffa aggravata in concorso, abuso d'ufficio e malversazione ai danni dello Stato, insieme al cognato Mario Pietracupa e ad altre quattro persone: il prof. Erberto Melaragno, presidente della Neuromed, don Orlando di Tella, presidente della Fondazione Paola Pavone, Giovanni Di Renzo ex Direttore generale della Direzione Politiche sanitarie e sicurezza sociale della Regione Molise e Sergio Di Vico ex Direttore generale dell'ASL 3 di Campobasso.
Secondo l'ipotesi del pm del Tribunale di Campobasso, sotto la regia di Patriciello il prof. Melaragno e don Orlando di Tella hanno stipulato un contratto di comodato d'uso tra Neuromed e la Fondazione Pavone l'11 settembre del 2000 per consentire a Neuromed di gestire la casa di riposo della Fondazione, sita nel comune di Salcito, per farla diventare un centro di alta riabilitazione privato ed accreditato con la Regione, godendo di fatto di un finanziamento regionale di un miliardo e 400 milioni di lire che la Fondazione aveva ottenuto nel 1993 per realizzare la struttura a scopi assistenziali e attuando un mutamento della destinazione dell'immobile irregolare. Nel 2004, quando la struttura è pronta per iniziare l'attività riabilitativa in accreditamento con la Regione viene sequestrata dalla Procura e non entra mai in funzione. Il processo entra nel vivo nel marzo del 2009 con l'ascolto dei testimoni dell'accusa e l'acquisizione dei documenti raccolti dai Carabinieri sulla vicenda.
Anche in questo caso Patriciello ha invocata l'immunità ma il Parlamento europeo il 22 aprile del 2009, approvando a larghissima maggioranza la relazione della Commissione giuridica (relatore Aloyzas Sakalas), afferma che trattandosi di malversazioni di fondi pubblici e di reati urbanistici, e non di opinioni o di voti espressi nell'esercizio del mandato di deputato, l'immunità non può essere difesa.
Nel giugno 2010 è stato condannato a 1 anno e 6 mesi di reclusione dal Tribunale di Campobasso. Condannati alla stessa pena suo cognato Mario Pietracupa, attuale consigliere regionale nonché vicesegretario nazionale dell'Alleanza di Centro, Erberto Melaragno, presidente del Neuromed e Giovanni Di Renzo, dirigente della Regione Molise. Condannato a 1 anno e 10 mesi anche don Orlando Di Tella per abuso d'ufficio e violazione di sigilli.
Il 27 maggio 2011 la Corte di Appello di Campobasso ha assolto con formula piena Aldo Patriciello nell'ambito del processo sulla Fondazione Paola Pavone di Salcito. La motivazione della sentenza risiede nella non sussistenza dei fatti. Il processo vedeva coimputato Patriciello ed altre cinque persone per concorso in abuso d'ufficio relativamente al centro di riabilitazione di Salcito. Per don Orlando Di Tella, presidente della Fondazione Pavone, viene comunque confermata la condanna a quattro mesi per avere violato i sigilli apposti alla struttura.